# 博讯
博讯新闻网，简称博讯，该网站自称是基于公民记者模式运作的中文资讯网。主服务器架设于美国北卡罗来纳州，2000年开始运行，2021年9月新版網站上線。
博讯创始人孟维参，网名“韦石”，英文姓名“Watson Meng”。根据2012年4月美国福克斯新闻以及英国卫报等媒体的报道，韦石称博讯资金独立，不过他有管理由美国政府部分资助的非营利组织美国国家民主基金会所支持的项目“中國自由新聞”（China Free Press），此项目与博讯有同样的注册地。

## 背景爭議
- 德国左翼杂志konkret（英语：konkret）聲稱，博讯是中国共产党以江澤民為首的上海幫打击政敌的海外宣传工具[4]。2014年7月29日，韋石在其博客表示，「博訊無派」，博訊對包括江澤民在內任何中共領導人都有負面報導，甚至曾經最早錯誤發佈江澤民死訊[5]。
- 有媒体报道称，博讯得到了美国政府运营的美国国家民主基金会的资金支持。[6]2012年4月27日，多維新聞发表文章〈美国民主基金会 促华‘新闻自由’幕后金主〉，質疑博讯刻意隐瞒美国国家民主基金会是资金来源之一。2012年4月29日，博讯回应，博讯并未获得美国国家民主基金会资助，2009年后博讯开始有稳定资助方，资助方不对外公布，资助方从未干涉博讯报道；博讯和中國自由新聞是两个独立的实体，关联只是韦石同时是两者的创办人[7]。

## 爭議新聞
- 2014年9月11日，博訊刊登了一篇文章〈學民思潮多名女生未婚先孕〉[8]，聲稱從香港慈善機構「母親的抉擇」得知有數十名學民思潮女成員未婚懷孕。但母親的抉擇表示，從未接受過博訊訪問，所謂學民思潮女成員懷孕的數據全屬虛構。[9]2014年9月12日，博訊刊登文章表示，〈學民思潮多名女生未婚先孕〉内容完全是污蔑和造谣，“属于近来博讯收到的捣乱稿件中的一篇，可能编辑失误发出，也不排除黑客利用盗取密码发出。博讯正在调查，如果是编辑发出，可能会撤换有关编辑。”[10]
- 2013年12月朝鮮國防委員會副委員長张成泽被革职及处决後，2015年2月22日博讯報導，张成泽在2012年左右曾秘密与中共中央總書記胡锦涛商议罢黜朝鮮勞動黨第一書記金正恩的计划，后中共中央政治局常委周永康将此事泄漏给金正恩，致使金正恩迅速除掉张成泽及其亲信。博讯宣稱，博讯驻香港记者“向知情者了解后获悉，以上传言属实”。[11]鳳凰衛視軍事節目上的中國人民解放軍評論員斥之為「無稽之談」、「瞎編連續劇」。[來源請求]